# ケリー・シェリダン
ケリー・シェリダン（Kelly Sheridan, 1977年5月19日 -）は、カナダの女優、声優。

## 出演作品

### テレビアニメ
- 犬夜叉 - (珊瑚)
- 出ましたっ!パワパフガールズZ - (白金姫子/プリンセス)
- ベイブレードバースト - (葵千春、荻桃子、アンジュ・ロペス、マリー・ゴージャス、デボラ・マーフィ)
- ハロー カーボット - (スカイ)
- マイリトルポニーテイルズ - (メロディ)
- X-メン:エボリューション - (スカーレット・ウィッチ)
- クリプト・ザ・スーパードッグ - (マンモス・マット)
- ドラゴン・テイルズ - ミスティップス、シカモアツリー
- ブラッツ
- タイタンのクラス - テレサ、ヘスペリア、金髪のビッカースオーバードレス
- トムとジェリー テイルズ - ミスシェイピー
- ヒーロー: 108 - ミスティックソニア
- マイリトルポニー〜トモダチは魔法〜 - スターライトグリマー
- レゴ ニンジャゴー - ゲイルゴシップ、女性介護福祉士、女性オーナー

### 映画
- ソーセージ・パーティー - ロベルタパン、ブドウ＃2、女性買い物客＃2